# Филлипс, Уильям
Уи́льям Дэ́ниел Фи́ллипс (англ. William Daniel Phillips; род. 5 ноября 1948 в Уилкс-Барре, Пенсильвания, США) — американский физик, лауреат Нобелевской премии по физике в 1997 году (совместно с Клодом Коэном-Таннуджи и Стивеном Чу).
Член Национальной академии наук США (1997), Американской академии искусств и наук, Папской академии наук (2004).
Окончил Колледж Джуниата (BS summa cum laude, 1970). Степень доктора философии PhD получил в MIT. С 1978 года сотрудник NIST, ныне его физик и член. Также профессор физики в Мэрилендском университете в Колледж-Парке. В 2002/3 гг. приглашённый профессор в Оксфорде.
Почётный доктор науки Оксфордского университета (2012).

## Награды
- 1996 — Медаль Альберта Майкельсона
- 1997 — Нобелевская премия по физике
- 1998 — Премия Артура Шавлова по лазерной физике[англ.]
- 2000 — Премия памяти Рихтмайера
- 2019 — Серебряная медаль председателя Сената Чехии (Чехия)[5]